# Calyptra ophideroides
Calyptra ophideroides là một loài bướm đêm thuộc họ Noctuidae. Nó được tìm thấy ở Đông Indies.